# Infrastructures en Guyane
Les infrastructures sont concentrées sur les villes et villages du littoral du département et région d'outre-mer français de la  Guyane. La deuxième plus grande région de France est sous-équipée en matière d'infrastructures routières dans les villages de l'intérieur. Cependant d'autres réseaux et moyens de communication sont mis en place pour désenclaver l'intérieur du territoire.

## Transports

### Transport routier
Le réseau routier de la Guyane peut se résumer à un axe principal reliant le Brésil au Suriname en passant par les villes et villages du littoral.  
Il existe 3 types de voies.

#### Réseau de routes nationales
Elles sont au nombre de 2 et totalisent une longueur totale d'environ 450 km principalement sur le littoral : la route nationale 1 relie Cayenne à Saint-Laurent-du-Maroni, et la route nationale 2 relie Cayenne à Saint-Georges-de-l'Oyapock.
Ces routes constituent l'armature du réseau routier de Guyane, en reliant entre elles les principales communes du littoral guyanais et en particulier les plus peuplées : Cayenne et son agglomération, Kourou et Saint-Laurent-du-Maroni. Ce réseau accueille un trafic international, avec le pont sur l'Oyapock au niveau de Saint-Georges-de-l'Oyapock pour le trafic avec le Brésil (véhicules légers uniquement) et le bac de Saint-Laurent-du-Maroni pour le trafic avec le Suriname.
|                                                  |
| La RN 1 en direction du centre ville de Cayenne. |

| |
| La RN2 lors de sa construction se présentait comme une piste forestière, avant qu'elle soit bitumée. |

#### Réseau de routes départementales
Ce réseau accueille un trafic moins dense, ce sont des routes de campagne qui desservent les villages du littoral. La longueur totale du réseau est de l'ordre de 400 km.
Depuis 2007, l'ex-RN3 et l'ex-RN4 sont des routes départementales.
Il est à noter une déviation d'une dizaine de kilomètres aux abords de la base de lancement de Kourou, celle-ci pourrait augmenter avec les lancements de la fusée Soyouz entre 2012 et 2022.
Ce réseau routier ne bénéficie que de 10 % d'éclairage public.

#### Réseau de pistes forestières
Ces pistes sont parfois difficilement praticables et souvent interdites à la circulation. Ce sont des voies de communication normalement réservées aux activités d'exploitation forestière et d'orpaillage légal, mais leur accès étant rarement contrôlé, elles sont souvent empruntées par des personnes non autorisées.
Depuis 2007, un barrage permanent de la gendarmerie garde l'entrée de la piste de Bélizon sur la RN 2 afin de maîtriser son accès, ainsi que le trafic entre Cayenne et le Brésil. Un autre barrage permanent contrôle parallèlement le passage en provenance du Suriname à la hauteur d'Iracoubo.

### Transport aérien
L'Aéroport international Félix-Éboué, situé à Matoury près de Cayenne, est la principale porte d'accès à la Guyane depuis l'extérieur et notamment depuis la métropole. 
La Guyane dispose en outre de plusieurs aérodromes : Camopi, Grand-Santi, Maripasoula, Ouanary, Saint-Georges-de-l'Oyapock, Saint-Laurent-du-Maroni et Saül. La compagnie aérienne Air Guyane Express, largement subventionnée par la région Guyane, dessert régulièrement la plupart de ces aérodromes depuis Cayenne ; pour certains des bourgs desservis, il s'agit de leur seul moyen d'accès en l'absence de route (la suppression de la ligne vers Saül avait causé l'asphyxie du village à la fin des années 1990). Il existe également des vols occasionnels destinés à transporter des fonds vers les bureaux de La Poste.

### Transport ferroviaire
Bien qu'actuellement inexistant, un réseau ferré guyanais a pourtant un jour été mis en place. Il fut construit par les bagnards pour relier différents bagnes aux autres voies de communication. On en trouve encore des traces par endroits. Le plus souvent, les traverses (parfois non encore pourries) et les rails sont engloutis dans la forêt :
- la voie ferrée du bagne des Annamites sur la commune de Montsinéry-Tonnegrande
- la voie ferrée de Saint-Élie menait de la gare Tigre (actuellement sous le lac de retenue du barrage de Petit-Saut) au bourg de Saint-Élie
- Saint-Laurent-du-Maroni était relié par la voie ferrée  à Charvein (ancien bagne de la Forestière sur la route de Mana) et à Saint-Jean-du-Maroni (encore observable au bord de la route de Saint-Jean)

Aujourd'hui seules deux voies ferrées sont encore en fonctionnement en Guyane, au Centre spatial guyanais. La première sert au transport du lanceur lourd Ariane 5 de son bâtiment d'assemblage à son pas-de-tir, et la deuxième sert au transfert du lanceur russe Soyouz de son bâtiment d'assemblage à sa zone de lancement. Cette dernière à la particularité d'être à l'écartement russe, et non à l'écartement standard.

### Transport maritime et fluvial

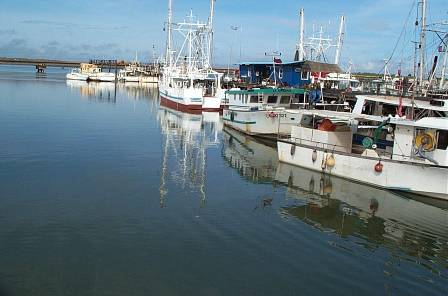
Le port de pêche du Larivot

La Guyane dispose d'un port de commerce important, le port de Dégrad-Des-Cannes sur le territoire de la ville de Rémire-Montjoly, officiellement Grand port maritime de la Guyane. Il s'agit d'un des ports les plus chers au monde[réf. nécessaire] car étant situé dans l'embouchure du Mahury, il faut sans cesse le désenvaser. Le tirant d'eau étant limité, il n'est pas rare que des bateaux s'y enlisent. Il assure la majorité des exportations et importations du territoire avec la métropole, les autres régions d'outre mer et les états étrangers.
Les bateaux à plus fort tonnage (principalement touristiques) ont la possibilité de s'arrêter aux débarcadères des îles du Salut.
Le port du Larivot est un port de pêche industrielle, qui se trouve sur le territoire de la ville de Matoury. C'est le 9e port de pêche français de par son activité[réf. nécessaire]. Les compagnies pêchent la crevette, et le vivaneau.
Le port de Pariacabo à Kourou permet d'accueillir le Colibri et le Toucan, deux bateaux qui transportent les pièces de la fusée Ariane.
Les fleuves et criques de Guyane sont des cours d'eau naturels et très peu aménagés. Aucun de ces cours d'eau n'est considéré comme une voie navigable dans le sens où il n'est pas possible d'en déterminer un gabarit-type, toutefois la navigation est autorisée et intensément pratiquée, notamment avec des embarcations de type pirogues. Une importante circulation alimente les villages enclavés du Maroni et de l'Oyapock. Les pirogues-taxis constituent d'ailleurs le seul moyen de communication régulier pour Camopi, Ouanary, Saint-Élie, Apatou, Grand-Santi et Papaïchton (avec l'avion pour certaines d'entre elles). Il existe également un important trafic sur le lac de retenue du barrage de Petit-Saut (bien  que cela soit officiellement interdit), l'Approuague et la Mana en particulier pour ravitailler les sites d'orpaillage.
Incidemment, le mot « dégrad » désigne localement un port ou un débarcadère naturel qui permet l'accostage des canots. Ce mot a donné lieu à de nombreux lieux-dits (ex. : Dégrad-Des-Cannes, Dégrad Saramaka, Dégrad Eskoll, Dégrad Corrèze, etc.).

## Service postal
Les villes et villages du littoral sont bien dotés, les services offerts sont comparables à ceux proposés en métropole. 
Certains villages de l'intérieur de la Guyane ne disposent pas de bureaux de Poste : Ouanary, Saint-Élie, Apatou, Grand-Santi, Papaichton. Les bureaux de poste des villages ne proposent pas toujours tous les services. Les guichets automatiques en particulier n'existent pas à Awala-Yalimapo, Mana, Montsinéry-Tonnegrande et Régina.

## Internet et télécommunications

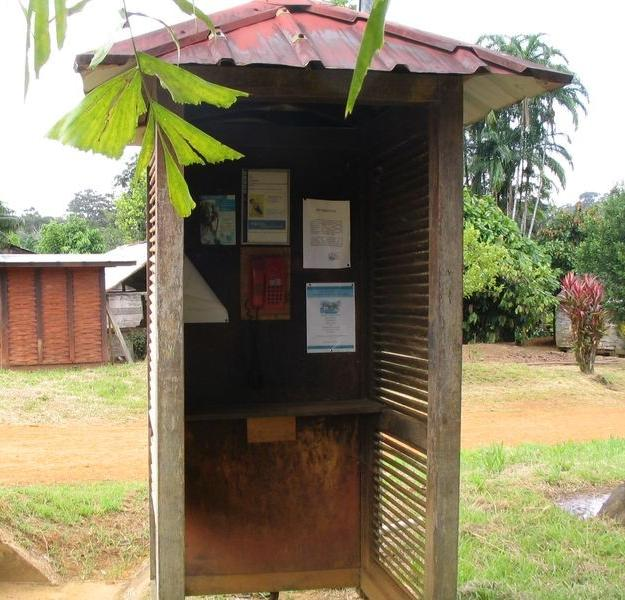
Cabine téléphonique dans un village de l'intérieur

Le littoral est relié à l'Internet haut débit via l'ADSL. Un projet est actuellement en cours pour relier toutes les communes de Guyane à l'Internet haut débit via récepteur satellite et réseaux Wi-Fi à grande portée.
Toutes les communes ont accès au téléphone, allant de la simple cabine téléphonique dans l'intérieur (inexistante à Montsinéry-Tonnegrande), au réseau téléphonique sur le littoral. Seule la commune de Saül est privée du téléphone, de même que de quelques hameaux amérindiens et bushinengues de l'intérieur. Les écoles et les dispensaires présents dans ces villages sont cependant reliés par des téléphones satellitaires.

## Électricité
Le barrage de Petit-Saut alimente les villes du Littoral : Kourou, Cayenne, Sinnamary, Iracoubo, Saint-Laurent-du-Maroni. La centrale thermique au fioul de Dégrad-Des-Cannes complète l'approvisionnement de l'agglomération cayennaise. L'électricité de Saint-Georges-de-l'Oyapock provient de la centrale hydro-électrique de Saut-Maripa. 
Les communes de l'intérieur produisent généralement leur électricité à partir de panneaux solaires et de groupes électrogènes. Certains hameaux de l'intérieur n'ont pas de réseau électrique. 
En 2017, Emmanuel Macron annonce la création prochaine d’un groupement de compétences dédié à ces filières de production en lien avec l’université de Guyane et l’Agence française pour la biodiversité[réf. nécessaire].
La future centrale du Larivot, qui doit remplacer celle au fioul de Dégrad-des-Cannes, fonctionnera avec des biocarburants.

## Eau courante
Les habitants de la Guyane ont dans leur ensemble accès à l'eau courante rendue potable après traitement. Les communes du littoral puisent leur eau dans les fleuves alentour avant de la traiter. Certaines villes du Maroni et de l'Oyapock utilisent plutôt des microforages tandis que plusieurs hameaux ne disposent d'aucun système d'adduction d'eau ou de traitement et consomment l'eau de pluie ou directement l'eau des cours d'eau.
Les systèmes d'assainissement sont en cours de modernisation : les systèmes de lagunage de l'agglomération cayennaise ne permet de traiter que le quart des habitations. Une grande partie est directement rejetée à la mer. Des grands travaux sont en cours en vue de rattraper le retard en matière d'assainissement dans l'agglomération cayennaise.  La ville de Kourou dispose d'un système d'assainissement collectif respectant les normes européennes. La ville de Saint-Laurent du Maroni est équipée d'une lagune et d'un réseau collectif de collecte.

## Gestion des déchets
Comme l'indique le projet de programme opérationnel FEDER,  « la gestion des déchets est une problématique majeure en Guyane. Les décharges sont au nombre de 18 dont deux seulement sont autorisées, quoique non conformes aux normes. Le CPER rappelle que l’une d’entre elles a donné lieu à une condamnation de la France par la Cour de l'Union européenne en 2005. Le tri sélectif est inexistant. Les intercommunalités n’étaient pas dotées jusqu’à récemment de la compétence de traitement des déchets, ce qui conduisait les communes à poursuivre le stockage et le brûlage en dépit des normes (le brûlage à l’air libre dégageant 1 000 à 10 000 fois plus de dioxine qu’une installation conforme). »
« Le transfert progressif de l’ensemble de la compétence gestion des déchets est encourageant, mais ne pourra permettre d’améliorer la situation sans un effort d’infrastructure important. »
« L’urgence de la situation est d’autant plus pressante que la croissance démographique va l’aggraver très rapidement : la croissance du gisement de déchets ménagers est estimée à 60 % d’ici 2015. La question des déchets des abattoirs va aussi se poser car la solution actuelle de l’enfouissement n’est pas satisfaisante. »